# 모리 슌스케
모리 슌스케(일본어: 森 俊介, 1994년 10월 4일~)는 일본의 축구 선수이다.

## 구단 경력
그는 2017년 J1리그의 알비렉스 니가타에 입단했다. 2018년 J2리그의 도쿄 베르디로 임대 이적했다. 2019년 알비렉스 니가타로 복귀했다. 2021년 일본 풋볼 리그의 나라 클럽로 이적했다. 2022년 일본 풋볼 리그 우승으로 J3리그로 승격했다. 2023년후 현역 은퇴.